# Caja de SIM

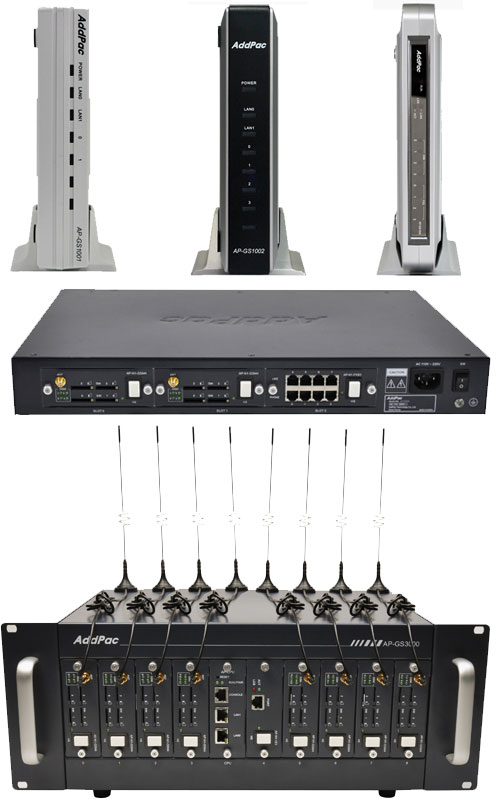
Gateways de VoIP GSM Addpac con SIM box interior

Una caja de SIMs  (también llamado un banco SIM) es un dispositivo utilizado como parte de una instalación de una pasarela VoIP. Esta contiene un número de tarjetas SIM, las cuales están enlazadas a la pasarela pero almacenadas por separado de esta. Una caja SIM puede tener instaladas tarjetas SIM de diferentes operadores móviles, permitiéndole operar con varias pasarelas GSM localizadas en sitios diferentes.[cita requerida]

## Uso y detección

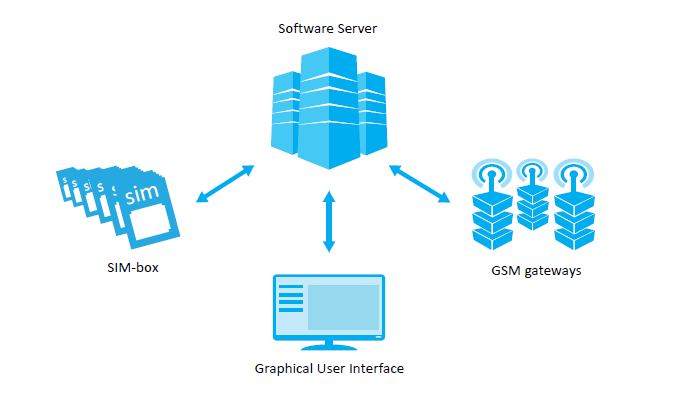
Esquema de llamada VoIP con caja SIM y puerta

El operador de la caja SIM puede enrutar llamadas internacionales a través de la conexión VoIP y conectar la llamada como tráfico local, permitiendo que el operador de la caja evite cobros con tarifas internacionales y a menudo vender a un precio menor a los precios cobrados por operadores de red móviles locales.
Este modelo de negocio es muy común en el mundo y es normalmente legal, ya que sencillamente utiliza internet para a mover llamadas a una área local y utilizando un intercambio privado enrutar la llamada atrás a la red móvil. Aun así, muchas compañías, como Verizon, hace fuerte cabildeo a gobiernos locales para prohibir el uso de bloques de SIM. ¿Otra razón es la carencia  de control de los usuarios, i.e. Saber quién llama a quién? Esto crea un serio desafío a la intimidad de los usuarios, ya que los gobiernos (locales) quieren saber quién hizo ciertas llamadas a quien y desde dónde. Uno de esos ejemplos es el país de Ghana, donde el gobierno prohibió el uso de cajas SIM.

## Calidad de llamada
Ya que la red móvil normal a veces utiliza un códec muy desactualizado y de baja calidad de sonido (como los codecs GSM HR y FR), una caja SIM puede proporcionar calidad local con calidad de sonido superior.